# Vicus
|  | Aquest article tracta sobre la unitat administrativa a l'antiga Roma. Si cerqueu el nom romà de Vic, vegeu «Ausa». |

Vicus (plural llatí vici) era el nom de les subdivisions que els romans havien fet del seu territori.
En els primers temps, sembla que els diversos pobles llatins vivien, en cantons (pagi), que estaven formats per un nombre indefinit de vici o masies, i tenien un lloc comú de refugi (arx o castellum) en temps de guerra. El terme pagus va quedar en desús, i va ser substituït per noms més concrets, però vicus va seguir designant un llogaret o un conjunt d'edificis semblants, adossat a una vila. Es pot traduir per "poble".
A les ciutats el mot vicus significava un carrer o un barri, segons Varró. En sentit estricte, sembla que denotava un bloc d'edificis delimitat per carrers (plateae) i carrerons (angiportus), però sens dubte la paraula s'utilitzava amb certa laxitud.
Segons la tradició, Servi Tul·li va dividir la ciutat de Roma en quatre tribus, cadascuna subdividida en vici, i les tribus les tribus del camp les va dividir en pagi. Quan August l'any 8 aC va dividir la ciutat en catorze regions, cada regió encara estava subdividida en vici, diu Suetoni. Una de les funcions d'aquesta divisió va ser la d'organitzar millor el culta dels lars en la festa de les Compitàlia. Els vici a les diferents regions tenien un nombre variable: el total sota August era, segons Plini el Vell, de 265. Sota Constantí n'hi havia d'haver almenys 307. Els vici eren administrats pels magistri vicorum dels que se n'elegien quatre per cada vicus, i majoritàriament eren lliberts. Hadrià va fixar el nombre de magistri vicorum en 48 per a cada regió, independentment del nombre de vici que tingués. Aquest és el nombre que trobem a la Notitia Dignitatum.
A més de la vigilància de les séquies i de les fonts i d'una vigilància policial general a les ordres dels edils, el deure principal del magistri vicorum consistia a vetllar pel culte dels Lares Compitales, al sacellum que s'aixeca habitualment a les cruïlles.